# سراقب
سراقب مدينة سورية ومركز ناحية سراقب في منطقة مركز إدلب في محافظة إدلب. بلغ عدد سكانها 32,495 نسمة في عام 2004 حسب إحصاء المكتب المركزي للإحصاء. تقع إلى الجنوب الشرقي من إدلب، وتعد نقطة مهمة على الطريق بين دمشق وحلب، وتبعد 50 كم عن حلب و 135 كم عن حمص و 297 كم عن دمشق.
وتكتسب سراقب أهمية خاصة بين المدن سورية من حيث موقعها الجغرافي الذي يربط بين مجموعة من المدن. وتشتهر المدينة بالصناعة حيث يوجد فيها عدد كبير من المنشآت الصناعية - مصانع ومعامل إضافة لشهرتها بزراعة المحاصيل على اختلاف أنواعها مثل الحبوب والزيتون والقطن والشوندر السكري والبطيخ الاحمر وغيرها.
تشتهر بالقندورة وهو لباس من حرير وذهب تلبسه النساء.
وتشتهر سراقب بطريقة بناء منازلها فهي تبنى من الحجر بطرق فنية تجذب الأنظار ويتكون قسم كبير من بنائها بشكل فيلات
تشتهر سراقب بالزي التقليدي المعروف بالقندورة السراقبية

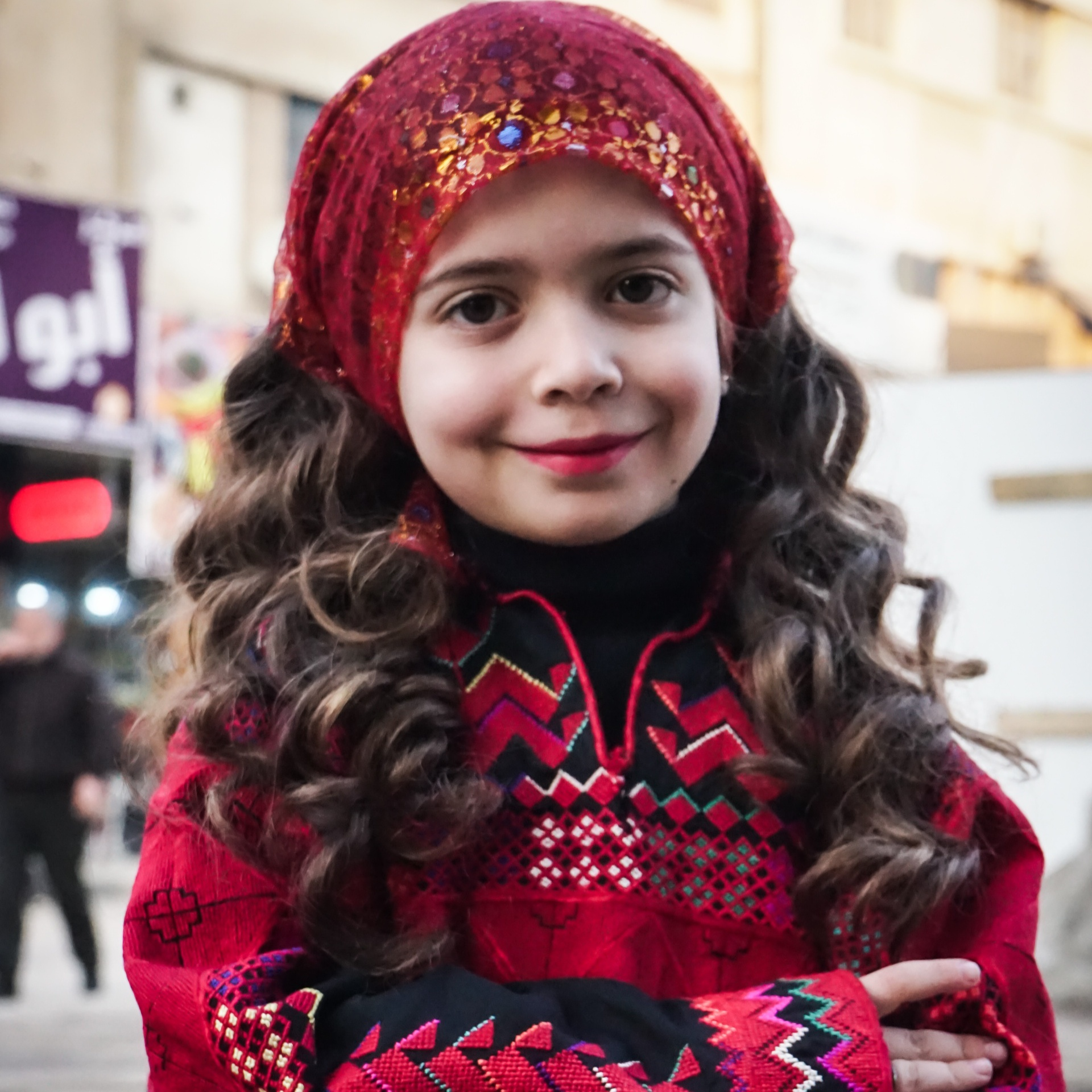
تتميز سراقب بزيها الشعبي المصنوع من الحرير الطبيعي والمعروف بالقندورة السراقبية

## الموقع الجغرافي
ساهم الموقع الاستراتيجي لمدينة سراقب في تطوير الحركة التجارية فيها، كما تزدهر الزارعة فيها بشكل ملحوظ لاسيما الحبوب والزيتون والخضروات والقطن والشوندر السكري.
تقع مدينة سراقب بين خطي طول 36.8 – 36.48، وخطي عرض 35.86 – 35.51. وترتفع مدينة سراقب حوالي 370 متر عن سطح البحر وتتمتع بمناخ بارد معتدل صيفا ومناخ باردة في الشتاء.
تقع سراقب على طريق دمشق- حلب القديم وكانت محطة لكل القوافل التجارية التي تأتي من منطقة باب الهوى إلى كل كل ارجاء المنطقة والجزيرة العربية ودول الخليج، ويمر بها الطريق الدولي الحديث العابر من حلب إلى دمشق.
كما تقع على طريق حلب اللاذقية الأمر الذي يسهل وصول المنتجات الصناعية والزراعية لميناء اللاذقية وهو الميناء الأهم في سورية.
وساهمت شبكة الطرق السريعة التي تمر بها وسهولة وصولها إلى الموانيء البحرية كميناء اللاذقية والجوية كمطار حلب بتعزيز القطاع الصناعي والتجاري في لمدينة.
تضم المدينة عدد من المراكز الحكومية بما في ذلك المركز الثقافي، مؤسسة العمران، الفرن الآلي، المصرف الزراعي، المستوصف الصحي، ودائرة زراعة ووحدة ارشادية ومدارس لكافة المراحل الدراسية.

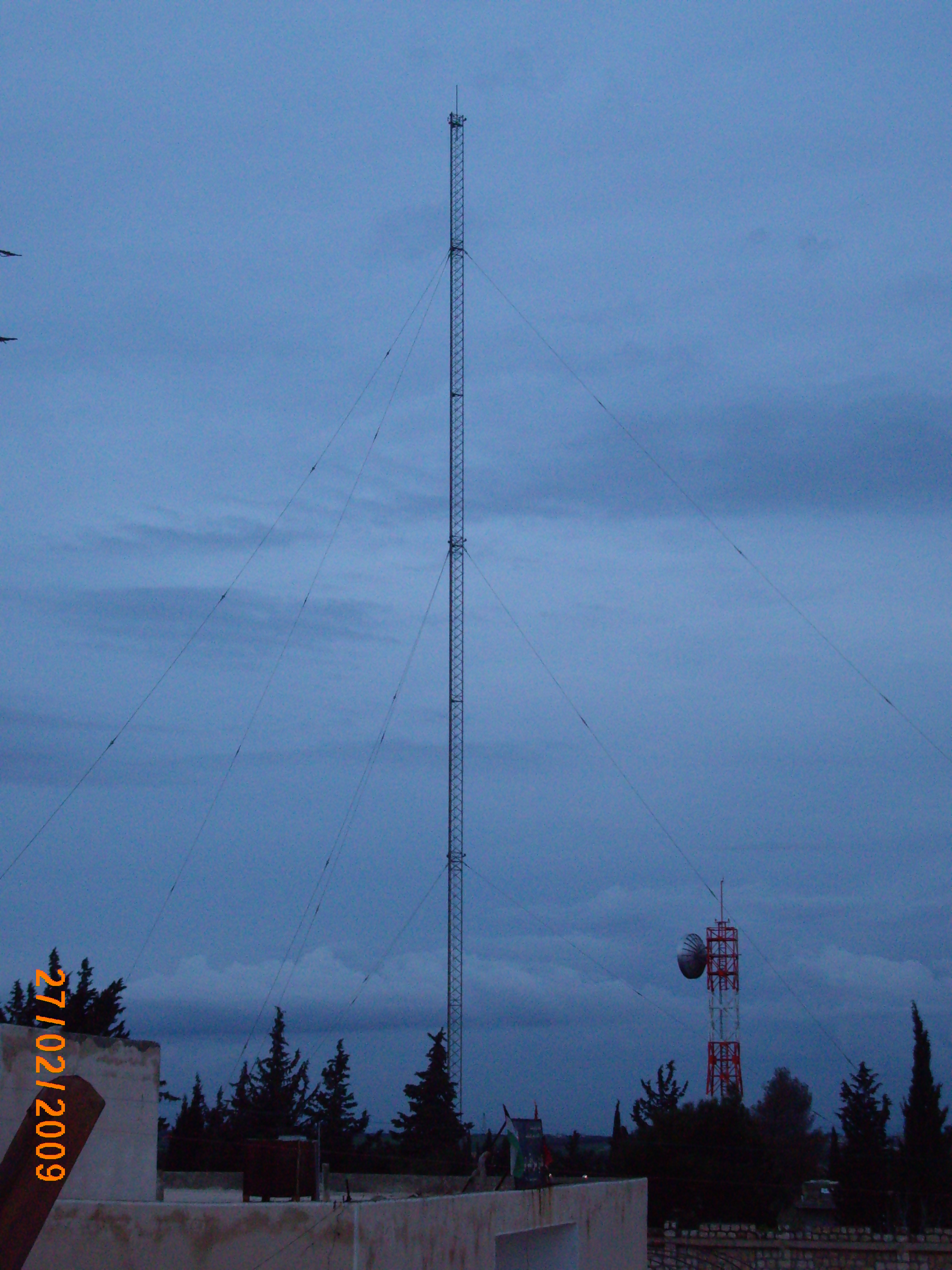
برج الإرسال الإذاعي في سراقب ، البرج الأعلى في المنطقة

## التاريخ
نظرًا لموقع سراقب الجغرافي بين دمشق وحلب فإنها كانت تعد مركزاً للقوافل وللمسافرين فلقد ذكرها المؤرخ عبد القادر النعيمي الدمشقي المتوفى 978 للهجرة في كتابه «الدارس في تاريخ المدارس» حيث كانت تسمى منزلة سراقب أثناء حديثه عن برسباي الناصري والذي توفي فيها أثناء انتقاله من حلب إلى دمشق.
كما ورد اسم سراقب في كتب العديد من الرحالة أمثال الرحالة الإيطالي (مورونه) والرحالة الإنكليزي كرين.
- - أول ذكر لمدينة سراقب:

لعل أول من ذكرها في المصادر التاريخية عبد القادر النعيمي الدمشقي، المتوفى سنة 978 هجرية، في كتابه «الدارس في تاريخ المدارس» تحقيق إبراهيم شمس الدين، ونشرته دار الكتب العلمية في بيروت سنة 1410 هجرية، حيث يقول في الجزء الثاني، الصفحة 184، ما نصه: "التربة البرسيائية الناصرية بسويقة صاروجا غربي الشامية البرانية أنشأها والجامع لصيقها الحاجب الكبير بدمشق برسباي الناصري ووقف عليها وقفا جيدا جليلا ثم تولى نيابة مدينة طرابلس ثم حلب المحروسة ثم طلب الإقالة منها وان يقيم ب دمشق فأجيب إلى ذلك واعفي منها ثم خرج من حلب الشهباء قاصدا دمشق وهو مستضعف فتوفي بمنزلة سراقب بالقرب من حلب المحروسة فغسل وكفن واحضر إلى دمشق في تابوت ثم وضع في نعش وصلي عليه بجامع يبلغا ودفن تعالى بتربته في الجامع المذكور في سنة اثنتين وخمسين وثمانمائة والله اعلم.
- - سراقب عبر التاريخ:

ذكر الباحث فائز قوصرة في كتابه الرحالة في محافظة إدلب الجزء الأول، المنشور سنة 1985 أن سراقب: " تقع إلى الشرق الجنوبي من إدلب بـ 19 كم وعن حلب 50 واللاذقية 146 كم وعن حماة 88 كم وعن حمص 135 كم وعن الشام 297..
يتوقع لهذه المدينة النمو السريع لما يتمتع به أهلها من نشاط وحركة اقتصادية، وتعاون إجماعي وانتشار الثقافة المتنامية فيها، إضافة إلى موقعها الذي جعل منها عقدة مواصلات بين عدة مفارق – حلب اللاذقية – دمشق إدلب – دمشق حمص حماه سراقب حلب – تركيا سراقب السعودية.
كانت بلدة تتبع لناحية سرمين التابع لقضاء إدلب في مطلع هذا القرن ثم أصبحت مركز ناحية بموجب المرسوم رقم 932 والمؤرخ في 25 شباط 1933 بديلا عن ناحية سرمين.
كانت سراقب محط الأمل بالراحة والأمان بعد عناء السفر وطول الأمل في إيجاد المكان المناسب والمريح للقوافل. كانت الخانات المجاورة لها تتبع لإدارة سراقب نظرا لما تمتعت به من مركز متميز عن غيرها من الخانات.
أقدم نص ووثيقة وقعت في أيدينا تذكر اسم سراقب ب منزلة سراقب التي توفي فيها برسباي الناصري سنة 852 ه 1448 م وهو مستضعف فغسل فيها وكفن واحضر إلى دمشق وبرسباي هاذ كان نائب طرابلس ثم عين نائبا لحلب أي حاكما لحلب فلما توجه إلى دمشق بعد أن طلب الإقالة من نيابة حلب ليقيم بدمشق توفي في سراقب.والمنزلة كلمة تطلق على الخان أيضا. إذا فهو توفي في سراقب.
وفي سنة 904 هـ 1498 ميلادي نزل فيها دولتباي نائب حلب حيث كانت محطة لاستراحة أمراء حلب وتوابعها، أو مكانا لتزويد قوافلهم العسكرية بالمؤونة والمياه، فكثرة الآبار فيها جعلتها رغبة طالبي السفر.
تسود في أواسط بعض المثقفين ومعظم العامة أن سراقب قرية حديثة والتي هي الآن قرية عامرة نظرا لعمرانها الحديث لكننا نؤكد بأنها أقدم من مما ذكره بعضهم بأنها تعود لمائتي عام على الأكثر، فالنصوص السابقة واللاحقة تؤكد بلا شك صحة رأينا الذي يغاير أقوال الناس التي لا تستند إلى إي قاعدة تاريخية موثقة.
فوجود خان كبير فيها وموقعها الهام على طريق المواصلات التجارية وبيوتها المحكمة العمران والمساجد والحمامات – وليس حماما واحدا كغيرها من البلدان – كل هذا يؤكد على تقدم هذه البلدة.
- - ما كتب الرحالة عن سراقب:

1. الرحالة كبريت كتب في رحلته 1039 هـ 1629 م وقال فأتينا على سراقب وهي ضيعة لطيفة فيها خان وبها أبنية محكمة العمارة ومساجد وحمامات ثم أتينا على خان مرعي وهو بنيان عظيم وحوله زراعات وضيعة لطيفة (كبريت رحلة الشتاء والصيف ص 203).
إذن لم يكن فيها مسجد واحد بل مساجد وليس حماما واحد بل حمامات وأبنية جميلة. ماذا يعني كل هذا؟! إن لم نقل أنها كانت بلدة كبيرة وعامرة !!!
2. وفي عام 1645 زارها الرحالة الإيطالي مورونه Morone قادما من المعرة فقال وفي اليوم التاسع وصلنا إلى سراقب - المسافة بين سراقب والمعرة 20 ميلا- قبل غروب الشمس حيث يوجد فيها فندق أي خان مريح فاسترحنا فيه.
3. عام 1725 م أمضى الرحالة الإنكليزي كرين ليلة في سرمين غادرها إلى سراقب فقال:
وفي اليوم التالي تقدمنا باتجاه طريق جيد وجميل وبعد مضي 4 ساعات ونصف وصلنا إلى سراقب فيها خان يدعى بذات الاسم – خان سراقب- ومعروف أيضا بخان الآبار سمي بذلك الاسم لكثرة الآبار في الحقول المجاورة له.
وبعد مسير أربع ساعات مررنا بخان حربه Herbe وبقربة قرية وفي غضون ساعة أخرى وصلنا إلى خان أخر وقرية أخرى تدعى مرعى Marie وكلاهما يحملان اسم سراقب وذلك بالإضافة إلى القرية الأخرى والأولى المسماة سراقب التي لها صفة خاصة مميزة عن غيرها من القرى. ولدى مغادرتنا خان مرعى وجدنا علائم فليلة في جانب يمين الطريق، خمسة أضرحة كبيرة، دفن في إحداها باشا.
من النصوص السابقة نستنتج أن قرية وخان سراقب كان لهما صفة متميزة في المنطقة. خاناتها أفضل الخانات المجاورة، ويعود تاريخها إلى العهد المملوكي. أزيل الخان في الثلاثينيات حيث كان يقع غرب –شمال القرية ومكانه الآن مديرية الناحية
4. مر البستاني في سراقب عام 1947 م واصفا مشاهداته فيها: هذه سراقب يزحم الناس فيها على البئر في ضاحية القرية، فنشهد أسلوبا للاستسقاء لا نعرفه، ويفيدنا في بعض الصور التشبيهية في الشعر الجاهلي. يركب أحد الولدان حمارا أو بغلا يشد في جلاله حبل الدلو، ثم يسوقه مبتعدا عن البئر فتصعد الدلو حتى الحافة فيتناولها أحد المستبقين ويفرغها في دسوت النساء المزدحمات على الدرج.ويعود الحمار نحو البئر، فتنحدر الدلو على مهل. فيكون أن حبل الدلو، بدلا أن يصعد عموديا فيلتف حول البكرة، على نحو المعروف عندنا، يمتد أفقيا عالقا بسرج الدابة. وهكذا نفهم الصورة في تشبيه عنترة للرماح بحبال البئر..
يدعون عنتر، والرماح كأنها أشطان بئر في لبان الأدهم
لدى حديثنا عن سراقب ذكر الرحالة وجود خانين يقعان في منطقة سراقب الأول خان حربه والثاني خان مرعى.
الأول نرجح أنه خان تل السلطان الذي وصلوا إليه بعد مغادرتهم حلب بأربع ساعات ونصف أي الفارق الزمني نصف ساعة وهي مسافة كافية ما بين تل السلطان وسراقب.
وسمي بهذا الاسم الآخر –خان حربه – لكثرة وقوع المعارك حوله، وأهميته العسكرية والتجارية. ذكر ياقوت الحموي بقوله- تل السلطان موضع بينه وبين حلب مرحلة نحو دمشق، وفيه خان ومنزل للقوافل وهو المعروف بالفنيدق، كانت به وقعة بين صلاح الدين يوسف ابن أيوب وسيف الدين غازي بن مودود بن زنكي صاحب الموصل سنة 571 في عاشر شوال – إذا بالإمكان القول أن هذا الخان يعود إلى العهد الأيوبي وسابق في قدمه خان سراقب وخان المعرة وغيرهما من خانات المنطقة المنتشرة فيها.

## الثورة السورية
بسبب موقع المدينة الجغرافي الهام حيث تقع على عقدة طرق هامة فتربط طريق حلب دمشق وحلب اللاذقية وحلب إدلب كل ذلك أدى لاستماتة الجيش السوري للسيطرة على المدينة ووضع نقاط ثابتة له حول وداخل المدينة
كانت سراقب من أوائل المدن السورية التي شارك أهلها بالمظاهرات ضد نظام بشار الأسد حيث كانت ثالث نقطة تظاهر بعد درعا وبانياس
اقتحمها الجيش السوري بتاريخ 11-8-2011 فقتل واعتقل الكثير من ساكنيها حتى وصل عدد المعتقلين في ذلك اليوم إلى أكثر من 200 شخص
وعاد ليقتحمها مرة ثانية بتاريخ 24-3-2012 فقتل 27 شخص واعتقل العشرات ودمر بعض البنية التحتية للمدينة ومركز المدينة والسوق التجاري فيها وحرق عشرات المنازل والمحال التجارية كما قام بإعدامات ميدانية لأكثر من 17 شخص
خرجت المدينة من سيطرة الجيش السوري النظامي وانسحبت آخر القوات من منطقة الإذاعة تحت جنح الليل بتاريخ 2-11-2012[بحاجة لمصدر]
- -  نتائج الحرب

أدى القصف المستمر من قبل الجيش السوري بالطيران والمدفعية والصواريخ إلى تدمير أجزاء واسعة من المدينة وتخريب قسم كبير من البنية التحتية إضافة إلى تهجير جزء من أهالي المدينة[بحاجة لمصدر]

## الإعلام في سراقب
في منطقة سراقب بريف إدلب بدأ راديو ألوان ببث تجريبي في بداية العام 2013 على الهواء. يغطي البث دائرة قطرها خمسة كيلومترات وهدف الراديو في المرحلة الأولية الوصول إلى الناس في هذه المنطقة عن طريق الاعتماد على سياسة تحريرية قريبة من المواطن والأوضاع الاجتماعية التي يعيشها.
بدأت إذاعة ألوان بإمكانيات متواضعة لا تتعدى بضع آلاف من الدولارات لتغطية مصاريف أستوديو متواضع يضم جهاز حاسوب وأجهزة بث وهوائي. ومن المشاكل التي تعاني منها جميع الإذاعات المجتمعية تواضع تأهيل صحافييها للعمل باحترافية.